# Aladakatte, Chiknayakanhalli
Aladakatte là một làng thuộc tehsil Chiknayakanhalli, huyện Tumkur, bang Karnataka, Ấn Độ.